# Heart Break (песня Lady Antebellum)
«Heart Break» — песня американской кантри-группы Lady Antebellum. Она была выпущена 25 сентября 2017 года в качестве заглавного трека из их седьмого студийного альбома Heart Break (2017). Песня написана группой совместно с Джесси Фрейжером и Николь Гальон. Она была выпущена на американских кантри-радиостанциях 25 сентября 2017 года вторым и последним синглом альбома, в ней основной вокал исполняет Скотт.

## История
Название песни — это игра с концепцией разбитого сердца, с посылом «позволить своему сердцу сделать перерыв» между отношениями и дать себе время на восстановление. «Heart Break» — это песня о том, как быть «счастливым одиноким», и она разрушает ожидания своим названием.

## Отзывы
Мэтт Бьорк из Roughstock назвал «Heart Break» «возможно, лучшим потенциальным продолжением „You Look Good“ в качестве радиомоментов» и похвалил послание песни о независимости. Энни Рейтер из Sounds Like Nashville написала, что эта песня — «одна из самых запоминающихся» в альбоме благодаря своему самобытному повествованию. Силлея Хоутон из Taste of Country написала, что песня «восхваляет одиночество с помощью спокойной атмосферы и задорного поп-звучания», и что она задаёт тон всему остальному альбому, который она отозвалась положительно.

## Позиции в чартах
| Чарт (2017—2018)                       | Высшая позиция |
| -------------------------------------- | -------------- |
| Канада (Billboard Country)             | 33             |
| США (Billboard Bubbling Under Hot 100) | 5              |
| США (Billboard Country Airplay)        | 15             |
| США (Billboard Hot Country Songs)      | 22             |

| Чарт (2018)                        | Позиция |
| ---------------------------------- | ------- |
| США (Country Airplay, Billboard)   | 47      |
| США (Hot Country Songs, Billboard) | 55      |